# Maléolo

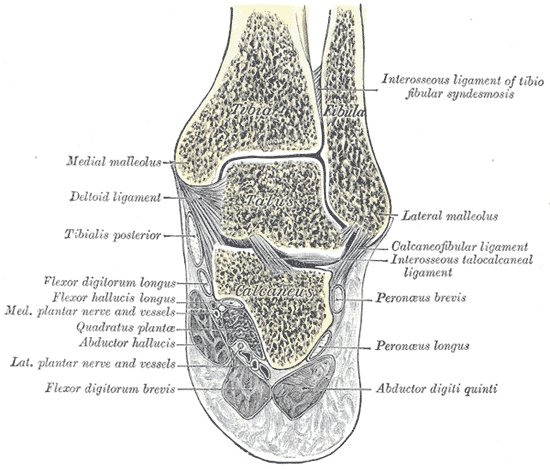
Sección coronal a través de las articulaciones talocrurales y talocalcaneales derechas

Los maléolos (del latín malleŏlus, ‘martillejo’, por su semejanza de forma) son cada una de las partes de la tibia y del peroné que sobresalen en el tobillo. El de la tibia se denomina interno (o medial) y el del peroné externo (o lateral). Son las dos protuberancias óseas con forma vagamente semiesférica que anatómicamente forman parte de la articulación del tobillo. La función de estos dos ensanchamientos es la de «abrazar» al hueso astrágalo, insertándose en este en dos de sus seis superficies articulares. Sirven, por tanto, de unión entre la pierna y el tarso del pie, pero sin utilidad articular.
- Datos: Q6578319
- Multimedia: Ankle / Q6578319